# Casa de los Vázquez

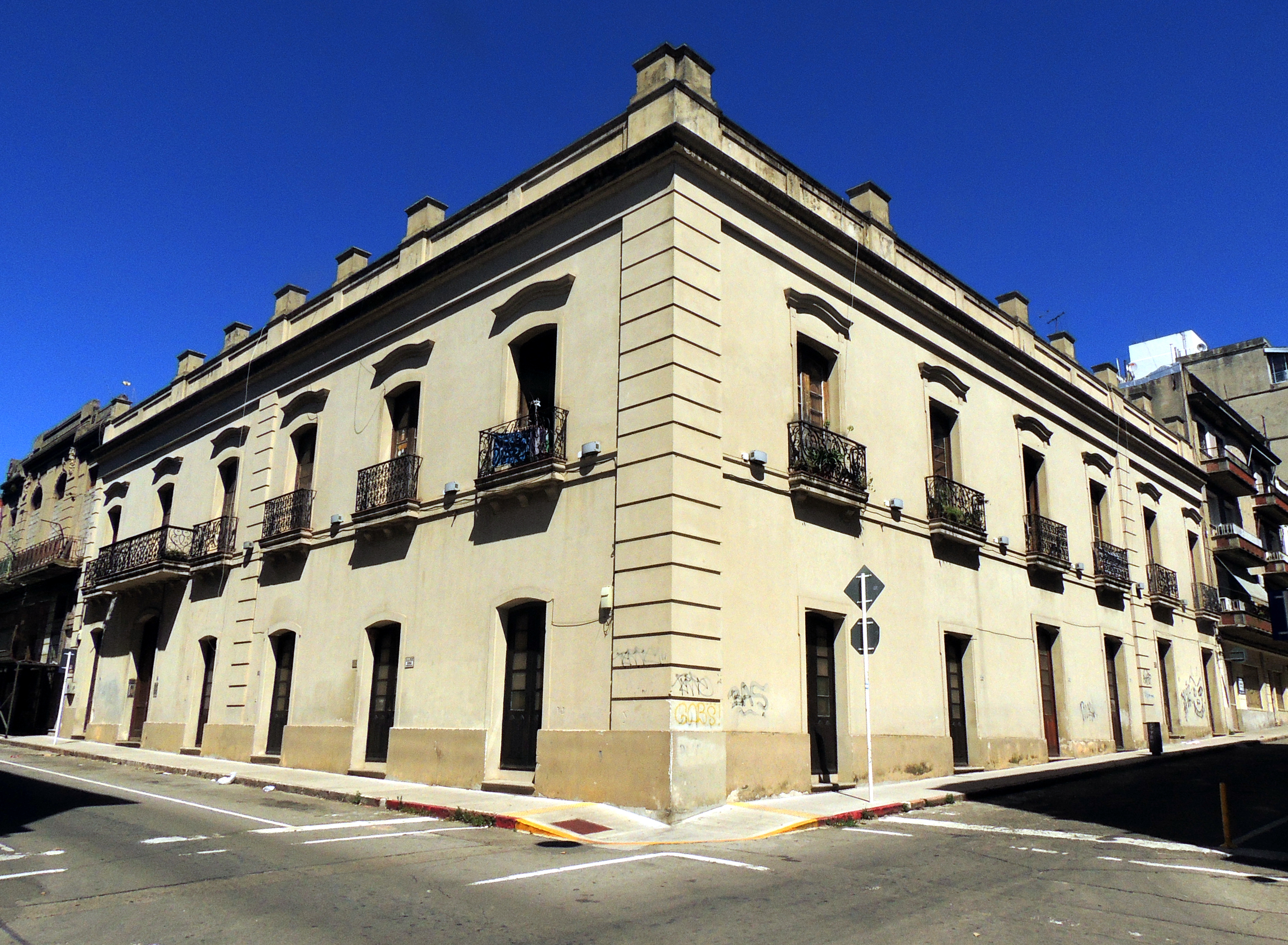
Casa de los Vázquez

Das Casa de los Vázquez ist ein Bauwerk in der uruguayischen Landeshauptstadt Montevideo.
Das ungefähr zwischen 1820 und 1830 errichtete Gebäude, das auch als Casa del Virrey bekannt ist, befindet sich in der Ciudad Vieja an der Calle Piedras 560–562, Ecke Calle Ituzaingó 1542–1544. Angaben über den Architekten des Bauwerks sind nicht vorhanden. Während es ursprünglich als reines Wohnhaus konzipiert war, beherbergt es mittlerweile sowohl Appartements als auch Geschäftsräume. Das zwölf Meter hohe, zwei Stockwerke beinhaltende Casa de los Vázquez verfügt über eine Grundfläche von 997 m². In den Jahren 1990 bis 1992 fanden Restaurierungsarbeiten unter Leitung des Architekten Nelson Inda und des Uruguayischen Verkehrs- und Bauministeriums (Ministerio de Transporte y Obras Públicas) statt.
Seit 1975 ist das Gebäude als Monumento Histórico Nacional klassifiziert.